# Schmuckmuseum Pforzheim
Das Schmuckmuseum Pforzheim im Reuchlinhaus ist ein Spezialmuseum zur Geschichte des Schmucks. Aufbauend auf im 19. Jahrhundert angelegten Sammlungen beherbergt es Tausende von historischen Schmuckstücken: Originale aus fünf Jahrtausenden, von Beispielen aus vor- und frühgeschichtlichen Kulturen bis zum Schmuck der Gegenwart.

## Sammlungen
Schwerpunkte bilden Kleinodien aus der griechischen und etruskisch-römischen Antike, aus der Renaissance und dem Jugendstil. Von hohem Rang sind die umfangreiche Ringsammlung und die wohl einzigartige Kollektion zeitgenössischer Schmuckkunst. Auch ethnografischer Schmuck sowie eine Taschenuhrensammlung sind zu sehen. Darüber hinaus ist eine Abteilung des Museums der Geschichte der Stadt Pforzheim als Zentrum der deutschen Schmuck- und Uhrenindustrie gewidmet.

## Wechselausstellungen
Es finden regelmäßig Sonderausstellungen zu historischen, ethnologischen und modernen Themen des Schmuckes und der Goldschmiedekunst statt.

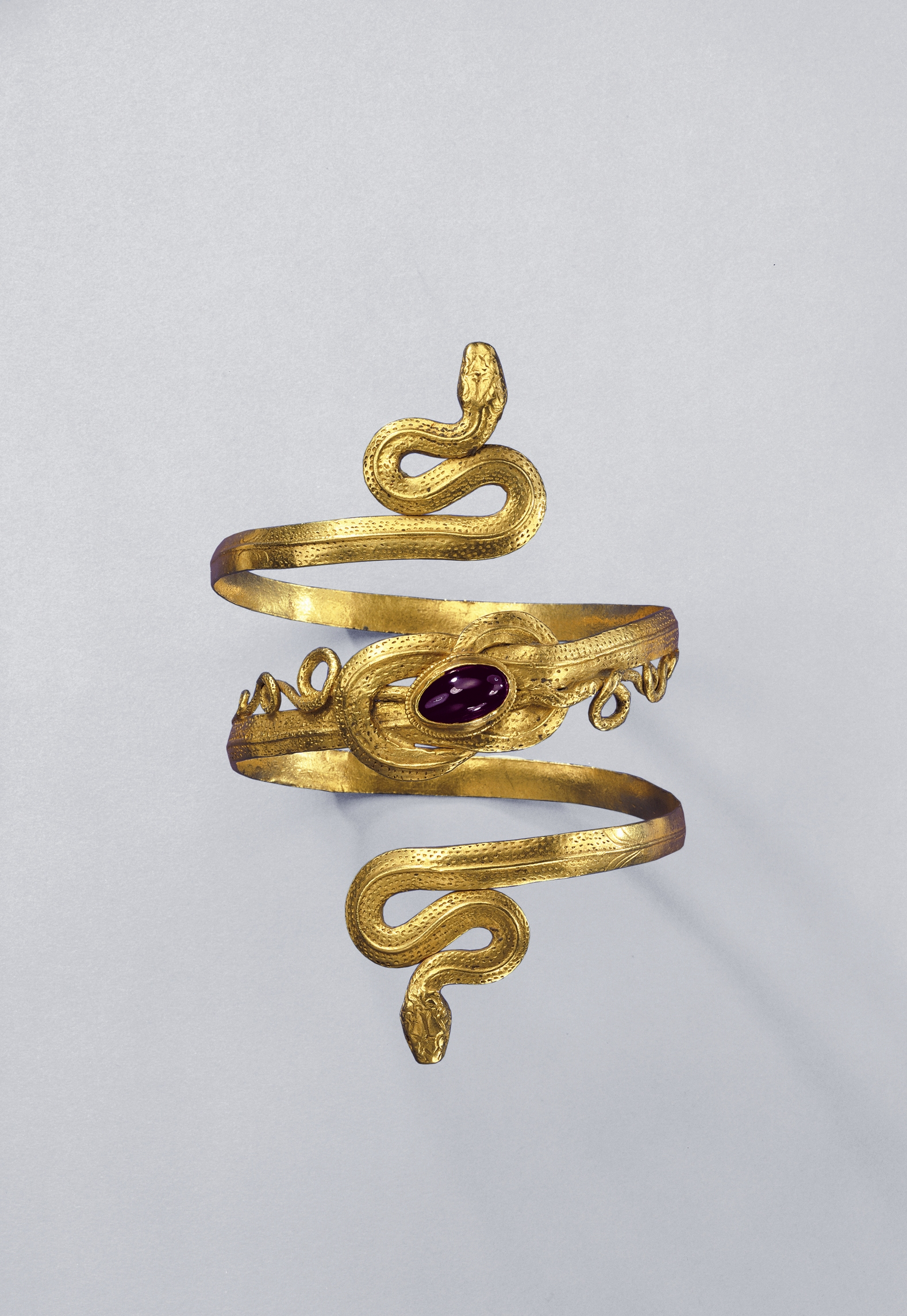
Schlangenarmreif, griechisch-hellenistisch, 3.- 2. Jh. v. Chr.
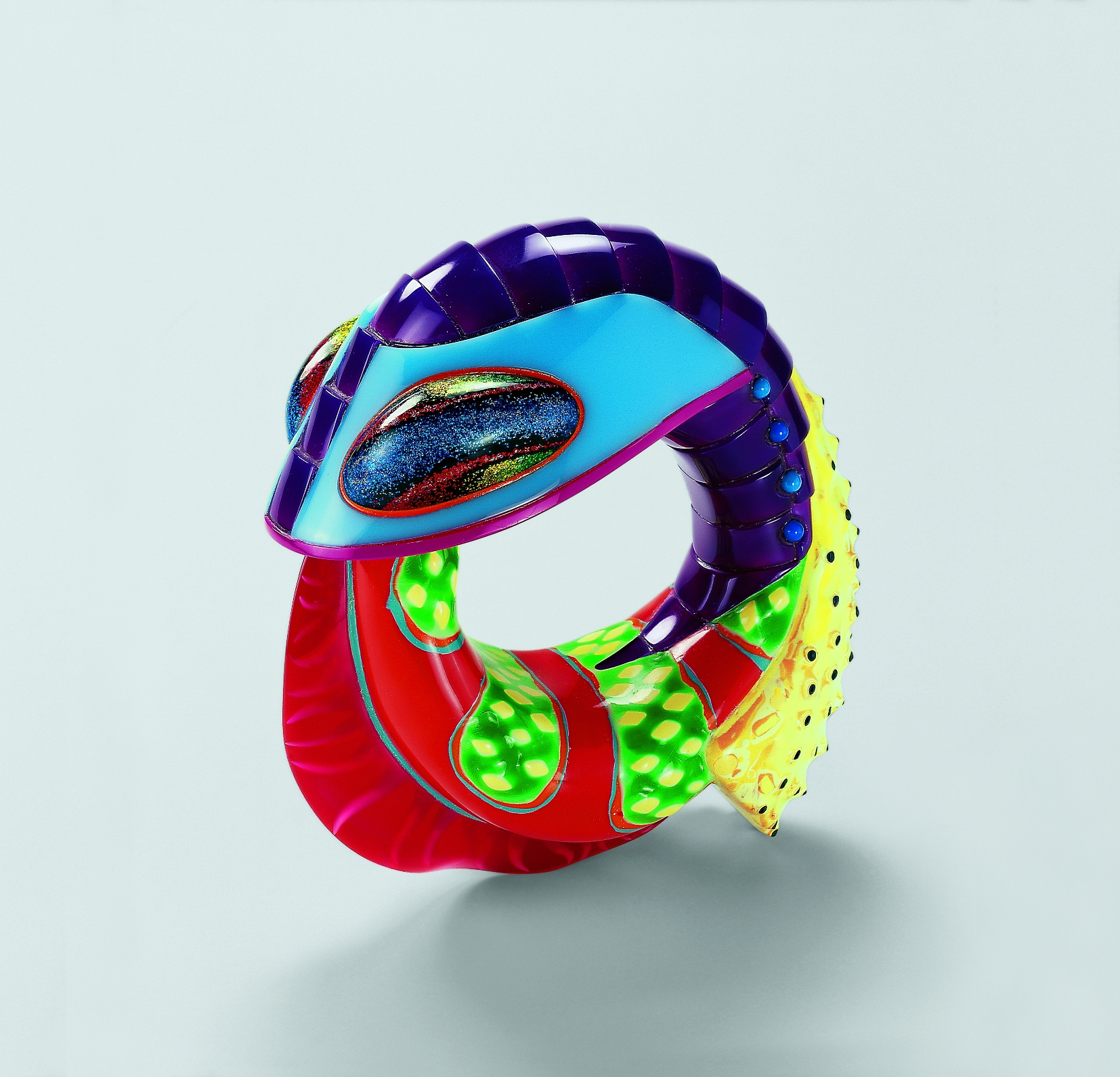
Armreif, Peter Chang, Glasgow 1998
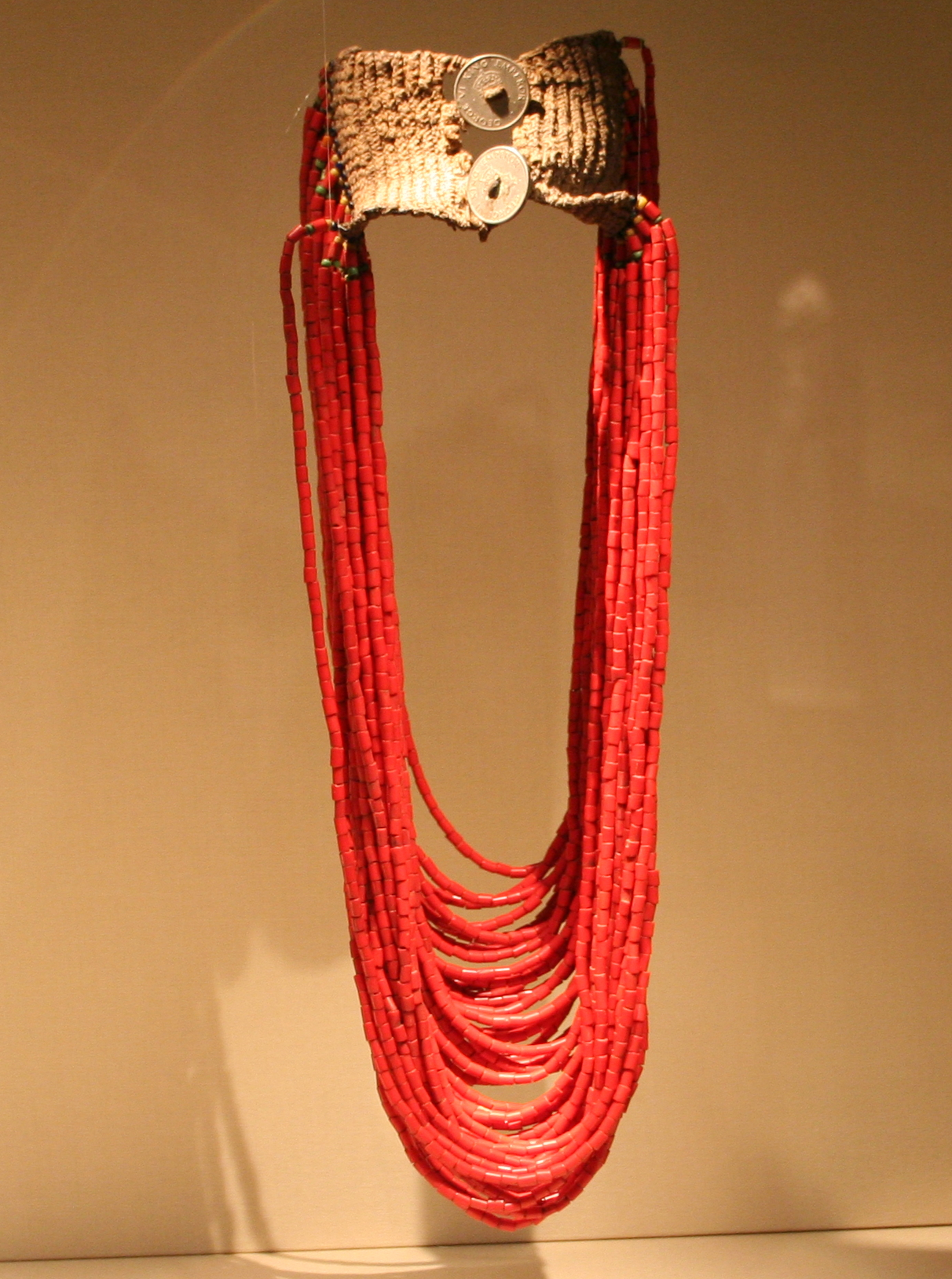